# (6100) Kunitomoikkansai
(6100) Kunitomoikkansai (1991 VK4) – planetoida z pasa głównego asteroid okrążająca Słońce w ciągu 3,56 lat w średniej odległości 2,33 j.a. Odkryta 9 listopada 1991 roku.